# Paulina Barzycka
Paulina Barzycka (née le 18 mars 1986) est une nageuse polonaise.

## Palmarès
- Jeux olympiques d'été de 2004
  - 4e sur 200 mètres nage libre
- Championnats d'Europe de natation 2006
  -  Médaille d'argent sur 4x200 mètres nage libre
- Championnats d'Europe de natation en petit bassin 2005
  -  Médaille de bronze sur 200 mètres nage libre
- Championnats d'Europe juniors de natation 2002
  -  Médaille de bronze sur 4x100 mètres nage libre